# ادن آویتال
ادن آویتال (عبری: עדן אביטל‎؛ زادهٔ ۲۵ مارس ۱۹۹۷) بازیکن فوتبال اهل اسرائیل است.

وی همچنین در تیم‌های ملی فوتبال Israel women's national under-17 football team, Israel women's national under-19 football team، و زنان اسرائیل بازی کرده‌است.